# Podleśne (powiat braniewski)
Podleśne (niem. Vorderwalde) – osada w Polsce położona w województwie warmińsko-mazurskim, w powiecie braniewskim, w gminie Braniewo.
W latach 1975–1998 miejscowość administracyjnie należała do województwa elbląskiego.

## Historia
Osadę założono w latach 60. XIX wieku na miejscu wykarczowanych lasów zniszczonych uprzednio przez szkodniki. W roku 1863 zbudowano tu dwór należący do rodziny von Siegfried z miejscowości Carben. W ostatnim dwudziestoleciu XIX w. w sąsiedztwie dworu wybudowano zabudowania gospodarcze, mieszkania fornalskie, a także powstała tu cegielnia. W 1960 dworek adaptowano na biura PGR i mieszkania jego pracowników. W 2014 dworek został odrestaurowany, dzięki czemu odzyskał dawny blask. Dworek zachował interesujące detale architektoniczne: na osi elewacji od strony drogi (na zdjęciu) płytki ryzalit, zachowane również zwieńczenia – ozdobne sterczyny wieńczące szczyt fasady. Elewacja budynku zdobiona jest rytmem boniowatych lizen.